# Première circonscription des Hautes-Pyrénées
La première circonscription des Hautes-Pyrénées est l'une des 2 circonscriptions législatives françaises que compte le département des Hautes-Pyrénées (65) situé en région Occitanie.

## Description géographique et démographique

### De 1958 à 1986
Le département avait deux circonscriptions.
La première circonscription des Hautes-Pyrénées était composée de :
- canton d'Arreau
- canton de Bagnères-de-Bigorre
- canton de La Barthe-de-Neste
- canton de Bordères-Louron
- canton de Campan
- canton de Castelnau-Magnoac
- canton de Galan
- canton de Lannemezan
- canton de Mauléon-Barousse
- canton de Saint-Laurent-de-Neste
- canton de Tarbes-Sud
- canton de Tournay
- canton de Trie-sur-Baïse
- canton de Vielle-Aure

Source : Journal Officiel du 14-15 Octobre 1958.

### Depuis 1988
La première circonscription des Hautes-Pyrénées est délimitée par le découpage électoral de la loi n°86-1197 du 24 novembre 1986
, elle regroupe les divisions administratives suivantes : 
- canton d'Arreau
- canton de Bagnères-de-Bigorre
- canton de la Barthe-de-Neste
- canton de Bordères-Louron
- canton de Campan
- canton de Castelnau-Magnoac
- canton de Galan
- canton de Lannemezan
- canton de Mauléon-Barousse
- canton de Saint-Laurent-de-Neste
- canton de Séméac
- canton de Tournay
- canton de Trie-sur-Baïse
- canton de Vielle-Aure

Située à l'est et au sud-est du département, elle regroupe la totalité des 9 cantons de l'arrondissement de Bagnères-de-Bigorre, et 5 cantons de l'arrondissement de Tarbes, soit au total 14 cantons.
D'après le recensement général de la population en 1999, réalisé par l'Institut national de la statistique et des études économiques (INSEE), la population totale de cette circonscription est estimée à 70535 habitants,.

### Depuis 2012
Depuis le redécoupage électoral de 2010 supprimant un siège de député des Hautes-Pyrénées, la première circonscription regroupe les cantons suivants : Aureilhan, Bagnères-de-Bigorre, La Barthe-de-Neste, Bordères-Louron, Campan, Castelnau-Magnoac, Galan, Lannemezan, Mauléon-Barousse, Pouyastruc, Saint-Laurent-de-Neste, Séméac, Tarbes-1, Tarbes-3, Tarbes-4, Tournay, Trie-sur-Baïse, Vieille-Aure.

## Historique des députations
| Législature | Début de mandat | Fin de mandat  | Député                  | Parti politique | Observations |
| ----------- | --------------- | -------------- | ----------------------- | --------------- | --- |
| Ire         | 9 décembre 1958 | 9 octobre 1962 | René Billères           | Non inscrit     | Professeur agrégé des lettres Mandat écourté à la suite d'une dissolution parlementaire décidée par Charles de Gaulle.                                                                |
| IIe         | 6 décembre 1962 | 2 avril 1967   | René Billères           | Parti radical   | Président du parti Parti radical-socialiste à partir de 1965 |
| IIIe        | 3 avril 1967    | 30 mai 1968    | René Billères           | FGDS            | Président du parti Parti radical-socialiste Mandat écourté à la suite d'une dissolution parlementaire décidée par Charles de Gaulle.                                                  |
| IVe         | 11 juillet 1968 | 1er avril 1973 | René Billères           | FGDS            | |
| Ve          | 2 avril 1973    | 2 avril 1978   | André Guerlin           | PS et PRG       | Professeur honoraire |
| VIe         | 3 avril 1978    | 22 mai 1981    | Pierre Forgues          | PS              | Professeur de mathématiques Mandat écourté à la suite d'une dissolution parlementaire décidée par François Mitterrand.                                                                |
| VIIe        | 2 juillet 1981  | 1er avril 1986 | Pierre Forgues          | PS              | |
| VIIIe       | 2 avril 1986    | 14 mai 1988    | Aucun                   | Aucun           | Proportionnelle par département, pas de député par circonscription. Mandat écourté à la suite d'une dissolution parlementaire décidée par François Mitterrand.                        |
| IXe         | 23 juin 1988    | 1er avril 1993 | Pierre Forgues,         | PS,             | |
| Xe          | 2 avril 1993    | 1995           | Gérard Trémège,         | UDF-RPR,        | Expert-comptable, démissionne en 1995, Pierre Forgues (PS) est alors élu pour la fin du mandat. Mandat écourté à la suite d'une dissolution parlementaire décidée par Jacques Chirac. |
| Xe          | 1995            | 21 avril 1997  | Pierre Forgues,         | PS,             | Expert-comptable, démissionne en 1995, Pierre Forgues (PS) est alors élu pour la fin du mandat. Mandat écourté à la suite d'une dissolution parlementaire décidée par Jacques Chirac. |
| XIe         | 12 juin 1997    | 18 juin 2002   | Pierre Forgues,         | PS,             | |
| XIIe        | 19 juin 2002    | 19 juin 2007   | Pierre Forgues,         | PS,             | |
| XIIIe       | 20 juin 2007    | 19 juin 2012   | Pierre Forgues,         | PS,             | |
| XIVe        | 20 juin 2012    | 20 juin 2017   | Jean Glavany,           | PS,             | Conseiller général du canton d'Aureilhan |
| XVe         | 21 juin 2017    | 21 juin 2022   | Jean-Bernard Sempastous | LREM            | Maire de Bagnères-de-Bigorre |
| XVIe        | 22 juin 2022    | 9 juin 2024    | Sylvie Ferrer           | LFI (NUPES)     | Sylvie Ferrer Mandat écourté à la suite d'une dissolution parlementaire décidée par Emmanuel Macron.                                                                                  |
| XVIIe       | 8 juillet 2024  | En cours       | Sylvie Ferrer           | LFI             | |

## Historique des élections

### Élections de 1958
| Candidat       | Candidat            | Parti          | Premier tour | Premier tour | Second tour | Second tour |  |
| Candidat       | Candidat            | Parti          | Voix         | %            | Voix        | %           |  |
| -------------- | ------------------- | -------------- | ------------ | ------------ | ----------- | ----------- |  |
|                | René Billères élu   | Radsoc         | 18 282       | 39,68        | 21 630      | 46,96       |  |
|                | Jean-Louis Fourcade | UNR            | 7 992        | 17,34        | 19 618      | 36,73       |  |
|                | Jean Toujas         | PCF            | 7 809        | 16,95        | 7 513       | 16,31       |  |
|                | Joseph Poli         | MRP            | 6 420        | 13,93        | Retrait     | Retrait     |  |
|                | André Noguès        | SFIO           | 5 007        | 10,87        | Retrait     | Retrait     |  |
|                | Marcel Montégut     | Extrême droite | 569          | 1,23         |             |             |  |
|                |                     |                |              |              |             |             |  |
| Inscrits       | Inscrits            | Inscrits       | 66 110       | 100,00       | 66 112      | 100,00      |  |
| Abstentions    | Abstentions         | Abstentions    | 18 894       | 28,58        | 19 210      | 29,06       |  |
| Votants        | Votants             | Votants        | 47 216       | 71,42        | 46 902      | 70,94       |  |
| Blancs et nuls | Blancs et nuls      | Blancs et nuls | 1 137        | 2,41         | 841         | 1,79        |  |
| Exprimés       | Exprimés            | Exprimés       | 46 079       | 97,59        | 46 061      | 98,21       |  |

Le suppléant de René Billères était Antoine Corrège, propriétaire-exploitant, conseiller général, maire de La Barthe-de-Neste.

### Élections de 1962
| Candidat       | Candidat                    | Parti          | Premier tour | Premier tour | Second tour | Second tour |  |
| Candidat       | Candidat                    | Parti          | Voix         | %            | Voix        | %           |  |
| -------------- | --------------------------- | -------------- | ------------ | ------------ | ----------- | ----------- |  |
|                | René Billères sortant réélu | Radsoc         | 19 862       | 48,16        | 30 283      | 68,87       |  |
|                | Roger Charier               | UNR-UDT        | 10 497       | 25,45        | 13 687      | 31,13       |  |
|                | Paul Chastellain            | PCF            | 7 969        | 19,32        | Retrait     | Retrait     |  |
|                | Joseph Poli                 | MRP            | 2 911        | 7,06         | Retrait     | Retrait     |  |
|                |                             |                |              |              |             |             |  |
| Inscrits       | Inscrits                    | Inscrits       | 67 136       | 100,00       | 67 127      | 100,00      |  |
| Abstentions    | Abstentions                 | Abstentions    | 24 812       | 36,96        | 21 806      | 32,48       |  |
| Votants        | Votants                     | Votants        | 42 324       | 63,04        | 45 321      | 67,52       |  |
| Blancs et nuls | Blancs et nuls              | Blancs et nuls | 1 085        | 2,56         | 1 351       | 2,98        |  |
| Exprimés       | Exprimés                    | Exprimés       | 41 239       | 97,44        | 43 970      | 97,02       |  |

Le suppléant de René Billères était Antoine Corrège.

### Élections de 1967
| Candidat       | Candidat                    | Parti          | Premier tour | Premier tour | Second tour | Second tour |  |
| Candidat       | Candidat                    | Parti          | Voix         | %            | Voix        | %           |  |
| -------------- | --------------------------- | -------------- | ------------ | ------------ | ----------- | ----------- |  |
|                | René Billères sortant réélu | FGDS (Radical) | 21 392       | 41,96        | 33 195      | 65,09       |  |
|                | Francis Pottier             | UD-Ve          | 14 336       | 28,12        | 17 807      | 34,91       |  |
|                | Marcel Lebrun               | PCF            | 9 712        | 19,05        | Retrait     | Retrait     |  |
|                | Maurice Bertrand            | CD (PDM)       | 5 539        | 10,87        |             |             |  |
|                |                             |                |              |              |             |             |  |
| Inscrits       | Inscrits                    | Inscrits       | 68 500       | 100,00       | 68 497      | 100,00      |  |
| Abstentions    | Abstentions                 | Abstentions    | 16 565       | 24,18        | 16 408      | 23,95       |  |
| Votants        | Votants                     | Votants        | 51 935       | 75,82        | 52 089      | 76,05       |  |
| Blancs et nuls | Blancs et nuls              | Blancs et nuls | 956          | 1,84         | 1 087       | 2,09        |  |
| Exprimés       | Exprimés                    | Exprimés       | 50 979       | 98,16        | 51 002      | 97,91       |  |

Le suppléant de René Billères était Romain Rey, directeur de mutualité sociale agricole.

### Élections de 1968
| Candidat       | Candidat                    | Parti          | Premier tour | Premier tour | Second tour | Second tour |  |
| Candidat       | Candidat                    | Parti          | Voix         | %            | Voix        | %           |  |
| -------------- | --------------------------- | -------------- | ------------ | ------------ | ----------- | ----------- |  |
|                | René Billères sortant réélu | FGDS (Radical) | 17 367       | 33,95        | 26 340      | 50,92       |  |
|                | Roger Charier               | UD-Ve          | 12 835       | 25,09        | Retrait     | Retrait     |  |
|                | Pierre Bleuler              | CD (PDM)       | 12 627       | 24,69        | 25 386      | 49,08       |  |
|                | Paul Chastellain            | PCF            | 8 323        | 16,27        | Retrait     | Retrait     |  |
|                |                             |                |              |              |             |             |  |
| Inscrits       | Inscrits                    | Inscrits       | 67 794       | 100,00       | 67 799      | 100,00      |  |
| Abstentions    | Abstentions                 | Abstentions    | 15 870       | 23,41        | 15 340      | 22,63       |  |
| Votants        | Votants                     | Votants        | 51 924       | 76,59        | 52 459      | 77,37       |  |
| Blancs et nuls | Blancs et nuls              | Blancs et nuls | 772          | 1,49         | 733         | 1,4         |  |
| Exprimés       | Exprimés                    | Exprimés       | 51 152       | 98,51        | 51 726      | 98,6        |  |

Le suppléant de René Billères était Romain Rey.

### Élections de 1973
| Candidat       | Candidat          | Parti          | Premier tour | Premier tour | Second tour | Second tour |  |
| Candidat       | Candidat          | Parti          | Voix         | %            | Voix        | %           |  |
| -------------- | ----------------- | -------------- | ------------ | ------------ | ----------- | ----------- |  |
|                | Pierre Bleuler    | CDP (URP)      | 21 442       | 40,07        | 27 889      | 48,9        |  |
|                | André Guerlin élu | PS (UGSD)      | 14 485       | 27,07        | 29 139      | 51,1        |  |
|                | Raymond Peyrès    | PCF            | 10 387       | 19,41        | Retrait     | Retrait     |  |
|                | André Soulard     | MR             | 3 067        | 5,73         |             |             |  |
|                | Roger Charier     | Divers droite  | 1 895        | 3,54         |             |             |  |
|                | Maurice Dubarry   | PSU            | 1 381        | 2,58         |             |             |  |
|                | Maurice Morga     | LCR            | 856          | 1,6          |             |             |  |
|                |                   |                |              |              |             |             |  |
| Inscrits       | Inscrits          | Inscrits       | 69 805       | 100,00       | 69 796      | 100,00      |  |
| Abstentions    | Abstentions       | Abstentions    | 15 224       | 21,81        | 11 823      | 16,94       |  |
| Votants        | Votants           | Votants        | 54 581       | 78,19        | 57 973      | 83,06       |  |
| Blancs et nuls | Blancs et nuls    | Blancs et nuls | 1 068        | 1,96         | 945         | 1,63        |  |
| Exprimés       | Exprimés          | Exprimés       | 53 513       | 98,04        | 57 028      | 98,37       |  |

Le suppléant d'André Guerlin était Jean-Noël Capdevielle, maire de Lhez.

### Élections de 1978
| Candidat       | Candidat            | Parti          | Premier tour | Premier tour | Second tour | Second tour |  |
| Candidat       | Candidat            | Parti          | Voix         | %            | Voix        | %           |  |
| -------------- | ------------------- | -------------- | ------------ | ------------ | ----------- | ----------- |  |
|                | Pierre Bleuler      | UDF (CDS)      | 17 842       | 28,63        | 28 381      | 44,08       |  |
|                | Pierre Forgues élu  | PS             | 17 549       | 28,16        | 36 005      | 55,92       |  |
|                | Paul Chastellain    | PCF            | 15 325       | 24,59        | Retrait     | Retrait     |  |
|                | Jacques Catherineau | RPR            | 5 783        | 9,28         |             |             |  |
|                | Jean Journé         | UDF (Rad)      | 2 585        | 4,15         |             |             |  |
|                | Suzanne Lacroix     | PSU (FA)       | 1 046        | 1,68         |             |             |  |
|                | Philippe Lemaire    | Écologie 78    | 816          | 1,31         |             |             |  |
|                | Michelle Puel       | LO             | 629          | 1            |             |             |  |
|                | Albert Charbonnier  | LCR            | 382          | 0,61         |             |             |  |
|                | Lucien Papavoine    | Divers droite  | 361          | 0,58         |             |             |  |
|                |                     |                |              |              |             |             |  |
| Inscrits       | Inscrits            | Inscrits       | 77 499       | 100,00       | 77 498      | 100,00      |  |
| Abstentions    | Abstentions         | Abstentions    | 14 147       | 18,25        | 12 111      | 15,63       |  |
| Votants        | Votants             | Votants        | 63 352       | 81,75        | 65 387      | 84,37       |  |
| Blancs et nuls | Blancs et nuls      | Blancs et nuls | 1 034        | 1,63         | 1 001       | 1,53        |  |
| Exprimés       | Exprimés            | Exprimés       | 62 318       | 98,37        | 64 386      | 98,47       |  |

Le suppléant de Pierre Forgues était Jacques Bertrand, maire adjoint de Tarbes.

### Élections de 1981
| Candidat       | Candidat                     | Parti          | Premier tour | Premier tour | Second tour | Second tour |  |
| Candidat       | Candidat                     | Parti          | Voix         | %            | Voix        | %           |  |
| -------------- | ---------------------------- | -------------- | ------------ | ------------ | ----------- | ----------- |  |
|                | Pierre Forgues sortant réélu | PS             | 25 176       | 47,40        | 37 990      | 68,06       |  |
|                | Georges Paronneau            | UDF (PR)       | 15 961       | 30,05        | 17 830      | 31,94       |  |
|                | Paul Chastellain             | PCF            | 10 761       | 20,26        | Retrait     | Retrait     |  |
|                | Suzanne Lacroix              | PSU            | 1 215        | 2,29         |             |             |  |
|                |                              |                |              |              |             |             |  |
| Inscrits       | Inscrits                     | Inscrits       | 78 181       | 100,00       | 78 174      | 100,00      |  |
| Abstentions    | Abstentions                  | Abstentions    | 24 307       | 31,09        | 21 283      | 27,23       |  |
| Votants        | Votants                      | Votants        | 53 874       | 68,91        | 56 891      | 72,77       |  |
| Blancs et nuls | Blancs et nuls               | Blancs et nuls | 761          | 1,41         | 1 071       | 1,88        |  |
| Exprimés       | Exprimés                     | Exprimés       | 53 113       | 98,59        | 55 820      | 98,12       |  |

Le suppléant de Pierre Forgues était Jean Burgaud, ingénieur à Péchiney-Ugine-Kuhlmann.

### Élections de 1988
| Candidat       | Candidat                     | Parti           | Premier tour | Premier tour | Second tour | Second tour |  |
| Candidat       | Candidat                     | Parti           | Voix         | %            | Voix        | %           |  |
| -------------- | ---------------------------- | --------------- | ------------ | ------------ | ----------- | ----------- |  |
|                | Pierre Forgues sortant réélu | PS              | 19 215       | 47,95        | 25 552      | 59,17       |  |
|                | Pierre Bleuler sortant       | UDF (CDS) (URC) | 14 698       | 36,67        | 17 632      | 40,83       |  |
|                | Michel Cassagne              | PCF             | 4 281        | 10,68        |             |             |  |
|                | Michel Debaecker             | FN              | 1 883        | 4,7          |             |             |  |
|                |                              |                 |              |              |             |             |  |
| Inscrits       | Inscrits                     | Inscrits        | 59 423       | 100,00       | 59 407      | 100,00      |  |
| Abstentions    | Abstentions                  | Abstentions     | 18 423       | 31           | 14 977      | 25,21       |  |
| Votants        | Votants                      | Votants         | 41 000       | 69           | 44 430      | 74,79       |  |
| Blancs et nuls | Blancs et nuls               | Blancs et nuls  | 923          | 2,25         | 1 246       | 2,8         |  |
| Exprimés       | Exprimés                     | Exprimés        | 40 077       | 97,75        | 43 184      | 97,2        |  |

La suppléante de Pierre Forgues était Josette Durrieu, conseillère générale du canton de Saint-Laurent-de-Neste.

### Élections de 1993
| Candidat       | Candidat               | Parti          | Premier tour | Premier tour | Second tour | Second tour |  |
| Candidat       | Candidat               | Parti          | Voix         | %            | Voix        | %           |  |
| -------------- | ---------------------- | -------------- | ------------ | ------------ | ----------- | ----------- |  |
|                | Gérard Trémège élu     | UDF (PR)       | 11 481       | 30,24        | 20 889      | 51,48       |  |
|                | Pierre Forgues sortant | PS (ADFP)      | 11 306       | 29,78        | 19 690      | 48,52       |  |
|                | Pierre-André Breton    | RPR            | 4 489        | 11,82        |             |             |  |
|                | Michel Cassagne        | PCF            | 4 229        | 11,14        |             |             |  |
|                | Jean Fourcade          | FN             | 2 670        | 7,03         |             |             |  |
|                | Michel Geoffre         | GÉ (EÉ)        | 2 457        | 6,47         |             |             |  |
|                | Annie Bosc             | LT-LNÉ         | 1 174        | 3,09         |             |             |  |
|                | Josiane Viault         | PLN            | 160          | 0,42         |             |             |  |
|                |                        |                |              |              |             |             |  |
| Inscrits       | Inscrits               | Inscrits       | 59 414       | 100,00       | 59 402      | 100,00      |  |
| Abstentions    | Abstentions            | Abstentions    | 18 239       | 30,7         | 15 468      | 26,04       |  |
| Votants        | Votants                | Votants        | 41 175       | 69,3         | 43 934      | 73,96       |  |
| Blancs et nuls | Blancs et nuls         | Blancs et nuls | 3 209        | 7,79         | 3 355       | 7,64        |  |
| Exprimés       | Exprimés               | Exprimés       | 37 966       | 92,21        | 40 579      | 92,36       |  |

Le suppléant de Gérard Trémège était Roland Castells, expert-comptable, conseiller régional et général, maire de Bagnères-de-Bigorre.

### Élections partielles de 1995
Gérard Trémège démissionna du fait que la nouvelle législation restreigne les élus d'être membres d'une chambre de commerce et d'industrie sous peine de prise illégale d'intérêts.
| Candidat       | Candidat           | Parti             | Premier tour | Premier tour | Second tour | Second tour |  |
| Candidat       | Candidat           | Parti             | Voix         | %            | Voix        | %           |  |
| -------------- | ------------------ | ----------------- | ------------ | ------------ | ----------- | ----------- |  |
|                | Pierre Forgues élu | PS                | 11 274       | 41,45        | 17 226      | 58,73       |  |
|                | Rolland Castells   | UDF (FD)          | 9 056        | 33,30        | 12 105      | 41,27       |  |
|                | Michel Cassagne    | PCF               | 3 323        | 12,22        |             |             |  |
|                | Jean-Marie Barrère | FN                | 2 042        | 7,50         |             |             |  |
|                | Michel Geoffre     | Divers écologiste | 979          | 3,60         |             |             |  |
|                | Michel Laserge     | LO                | 519          | 1,90         |             |             |  |
|                |                    |                   |              |              |             |             |  |
| Inscrits       | Inscrits           | Inscrits          | 58 957       | 100,00       | 58 857      | 100,00      |  |
| Abstentions    | Abstentions        | Abstentions       | 30 392       | 51,55        | 27 256      | 46,31       |  |
| Votants        | Votants            | Votants           | 28 565       | 48,45        | 31 601      | 53,69       |  |
| Blancs et nuls | Blancs et nuls     | Blancs et nuls    | 1 372        | 4,8          | 2 270       | 7,18        |  |
| Exprimés       | Exprimés           | Exprimés          | 27 193       | 95,2         | 29 331      | 92,82       |  |

### Élections de 1997
| Candidat       | Candidat                     | Parti             | Premier tour | Premier tour | Second tour | Second tour |  |
| Candidat       | Candidat                     | Parti             | Voix         | %            | Voix        | %           |  |
| -------------- | ---------------------------- | ----------------- | ------------ | ------------ | ----------- | ----------- |  |
|                | Pierre Forgues sortant réélu | PS (PRS)          | 14 722       | 39,69        | 24 546      | 61,62       |  |
|                | François-Xavier Brunet       | UDF (PR)          | 9 996        | 26,95        | 15 286      | 38,38       |  |
|                | Michel Cassagne              | PCF               | 4 526        | 12,2         |             |             |  |
|                | Jean-Marie Barrère           | FN                | 3 124        | 8,42         |             |             |  |
|                | Jean-Gabriel Cohn-Bendit     | Divers écologiste | 1 701        | 4,59         |             |             |  |
|                | Jean-Paul Chambeyron         | LDI (MPF)         | 1 103        | 2,97         |             |             |  |
|                | Jacques Morin                | MÉI               | 680          | 1,83         |             |             |  |
|                | Pierre Lebeau                | US4J              | 645          | 1,74         |             |             |  |
|                | Albert Charbonnier           | LCR               | 598          | 1,61         |             |             |  |
|                |                              |                   |              |              |             |             |  |
| Inscrits       | Inscrits                     | Inscrits          | 58 444       | 100,00       | 58 437      | 100,00      |  |
| Abstentions    | Abstentions                  | Abstentions       | 18 713       | 32,02        | 15 812      | 27,06       |  |
| Votants        | Votants                      | Votants           | 39 731       | 67,98        | 42 625      | 72,94       |  |
| Blancs et nuls | Blancs et nuls               | Blancs et nuls    | 2 636        | 6,63         | 2 793       | 6,55        |  |
| Exprimés       | Exprimés                     | Exprimés          | 37 095       | 93,37        | 39 832      | 93,45       |  |

Le suppléant de Pierre Forgues était André Fourcade, PRS, conseiller général du canton de Tournay, maire de Poumarous, retraité de l'enseignement.

### Élections de 2002
| Candidat       | Candidat                     | Parti          | Premier tour | Premier tour | Second tour | Second tour |  |
| Candidat       | Candidat                     | Parti          | Voix         | %            | Voix        | %           |  |
| -------------- | ---------------------------- | -------------- | ------------ | ------------ | ----------- | ----------- |  |
|                | Pierre Forgues sortant réélu | PS (PRG)       | 15 802       | 41,22        | 20 929      | 57,62       |  |
|                | Patrick Butor                | UMP            | 11 251       | 29,35        | 15 394      | 42,38       |  |
|                | Christiane Fourcade          | FN             | 2 518        | 6,57         |             |             |  |
|                | Bernard Dupin                | CPNT           | 2 340        | 6,1          |             |             |  |
|                | Michel Cassagne              | PCF            | 2 262        | 5,9          |             |             |  |
|                | Sandra Ipas                  | LCR            | 1 024        | 2,67         |             |             |  |
|                | Olivier Clement-Bollée       | Les Verts      | 831          | 2,17         |             |             |  |
|                | Thierry Delattre             | MÉI            | 457          | 1,19         |             |             |  |
|                | Andrée Chenuaud              | MPF            | 437          | 1,14         |             |             |  |
|                | Maria Saez                   | LO             | 403          | 1,05         |             |             |  |
|                | Jean-Marie Barrère           | MNR            | 352          | 0,92         |             |             |  |
|                | Marie-Pierre Dufetelle       | GÉ             | 224          | 0,57         |             |             |  |
|                | Roland Laporte               | ND             | 217          | 0,57         |             |             |  |
|                | Jean-Claude Duvois           | Divers         | 171          | 0,45         |             |             |  |
|                | Patricia Cazeaux             | Divers         | 50           | 0,13         |             |             |  |
|                |                              |                |              |              |             |             |  |
| Inscrits       | Inscrits                     | Inscrits       | 59 171       | 100,00       | 59 173      | 100,00      |  |
| Abstentions    | Abstentions                  | Abstentions    | 19 428       | 32,83        | 20 697      | 34,98       |  |
| Votants        | Votants                      | Votants        | 39 743       | 67,17        | 38 476      | 65,02       |  |
| Blancs et nuls | Blancs et nuls               | Blancs et nuls | 1 404        | 3,53         | 2 153       | 5,6         |  |
| Exprimés       | Exprimés                     | Exprimés       | 38 339       | 96,47        | 36 323      | 94,4        |  |

La suppléante de Pierre Forgues était Josette Fourcade, PRG, maire de Tournay, gestionnaire scolaire.

### Élections de 2007
| Candidat       | Candidat                     | Parti          | Premier tour | Premier tour | Second tour | Second tour |  |
| Candidat       | Candidat                     | Parti          | Voix         | %            | Voix        | %           |  |
| -------------- | ---------------------------- | -------------- | ------------ | ------------ | ----------- | ----------- |  |
|                | Pierre Forgues sortant réélu | PS             | 14 121       | 37,59        | 22 465      | 60,77       |  |
|                | Monique Lamon                | UMP            | 9 140        | 24,33        | 14 505      | 39,23       |  |
|                | Rolland Castells             | UDF–MoDem      | 5 745        | 15,29        |             |             |  |
|                | Louis Lages                  | Divers gauche  | 2 012        | 5,36         |             |             |  |
|                | Erick Barrouquère-Theil      | PCF            | 1 996        | 5,31         |             |             |  |
|                | Christiane Alias             | LCR            | 1 239        | 3,3          |             |             |  |
|                | Cathy Chateau                | Les Verts      | 996          | 2,65         |             |             |  |
|                | Christiane Fourcade          | FN             | 876          | 2,33         |             |             |  |
|                | Thierry Delattre             | MÉI            | 404          | 1,08         |             |             |  |
|                | Sandrine Raffel              | Divers         | 362          | 0,96         |             |             |  |
|                | Claire Cheminade             | NC             | 257          | 0,68         |             |             |  |
|                | Maria Saez                   | LO             | 238          | 0,63         |             |             |  |
|                | Louise Garnier               | MNR            | 180          | 0,48         |             |             |  |
|                |                              |                |              |              |             |             |  |
| Inscrits       | Inscrits                     | Inscrits       | 60 116       | 100,00       | 60 111      | 100,00      |  |
| Abstentions    | Abstentions                  | Abstentions    | 21 442       | 35,67        | 21 090      | 35,09       |  |
| Votants        | Votants                      | Votants        | 38 674       | 64,33        | 39 021      | 64,91       |  |
| Blancs et nuls | Blancs et nuls               | Blancs et nuls | 1 108        | 2,86         | 2 051       | 5,26        |  |
| Exprimés       | Exprimés                     | Exprimés       | 37 566       | 97,14        | 36 970      | 94,74       |  |

### Élections de 2012
| Candidat       | Candidat                   | Parti          | Premier tour | Premier tour | Second tour | Second tour |  |
| Candidat       | Candidat                   | Parti          | Voix         | %            | Voix        | %           |  |
| -------------- | -------------------------- | -------------- | ------------ | ------------ | ----------- | ----------- |  |
|                | Jean Glavany sortant réélu | PS             | 25 163       | 47,73        | 33 413      | 66,91       |  |
|                | Gérard Trémège             | PRV (UMP)      | 13 864       | 26,30        | 16 523      | 33,90       |  |
|                | Claude Martin              | FG (GU) (PCF)  | 5 727        | 10,86        |             |             |  |
|                | Alexandre Goessens         | RBM (FN)       | 3 852        | 7,31         |             |             |  |
|                | Jean-Marc Luce             | EÉLV           | 2 029        | 3,85         |             |             |  |
|                | Denis Tajan                | CpF (MoDem)    | 1 116        | 2,12         |             |             |  |
|                | Irène Zambettakis          | NPA            | 382          | 0,72         |             |             |  |
|                | Robert Duffau              | MPF            | 367          | 0,70         |             |             |  |
|                | Maria Saez                 | LO             | 218          | 0,41         |             |             |  |
|                |                            |                |              |              |             |             |  |
| Inscrits       | Inscrits                   | Inscrits       | 88 400       | 100,00       | 88 431      | 100,00      |  |
| Abstentions    | Abstentions                | Abstentions    | 34 642       | 39,19        | 36 291      | 41,04       |  |
| Votants        | Votants                    | Votants        | 53 758       | 60,81        | 52 140      | 58,96       |  |
| Blancs et nuls | Blancs et nuls             | Blancs et nuls | 1 040        | 1,93         | 2 204       | 4,23        |  |
| Exprimés       | Exprimés                   | Exprimés       | 52 718       | 98,07        | 49 936      | 95,77       |  |

### Élections de 2017
|                                                                                  |                                                       |                           |                           |                          |                          |
|                                                                                  |                                                       | Premier tour 11 juin 2017 | Premier tour 11 juin 2017 | Second tour 18 juin 2017 | Second tour 18 juin 2017 |
|                                                                                  |                                                       |                           |                           |                          |                          |
|                                                                                  |                                                       | Nombre                    | % des inscrits            | Nombre                   | % des inscrits           |
| Inscrits                                                                         | Inscrits                                              | 88 323                    | 100,00                    | 88 311                   | 100,00                   |
| Abstentions                                                                      | Abstentions                                           | 41 683                    | 47,19                     | 45 257                   | 51,25                    |
| Votants                                                                          | Votants                                               | 46 640                    | 52,81                     | 43 054                   | 48,75                    |
|                                                                                  |                                                       |                           | % des votants             |                          | % des votants            |
| Bulletins blancs                                                                 | Bulletins blancs                                      | 1 181                     | 2,53                      | 2 500                    | 5,81                     |
| Bulletins nuls                                                                   | Bulletins nuls                                        | 409                       | 0,88                      | 1 421                    | 3,30                     |
| Suffrages exprimés                                                               | Suffrages exprimés                                    | 45 050                    | 96,59                     | 39 133                   | 90,89                    |
|                                                                                  |                                                       |                           |                           |                          |                          |
| Candidat Étiquette politique (partis et alliances)                               | Candidat Étiquette politique (partis et alliances)    | Voix                      | % des exprimés            | Voix                     | % des exprimés           |
|                                                                                  |                                                       |                           |                           |                          |                          |
|                                                                                  | Jean-Bernard Sempastous La République en marche !     | 19 437                    | 43,15                     | 23 031                   | 58,85                    |
|                                                                                  | Sylvie Ferrer La France insoumise                     | 6 949                     | 15,43                     | 16 102                   | 41,15                    |
|                                                                                  | Jean Glavany (député sortant) Parti socialiste        | 6 583                     | 14,61                     |                          |                          |
|                                                                                  | Geneviève Comont Front national                       | 4 885                     | 10,84                     |                          |                          |
|                                                                                  | Philippe Lacoume Parti communiste français            | 1 893                     | 4,20                      |                          |                          |
|                                                                                  | Henri Lourdou Europe Écologie Les Verts               | 1 520                     | 3,37                      |                          |                          |
|                                                                                  | Jean-Bernard Achard Divers droite (Résistons)         | 1 370                     | 3,04                      |                          |                          |
|                                                                                  | Laurent Verdoux Divers (Union populaire républicaine) | 605                       | 1,34                      |                          |                          |
|                                                                                  | Habib Labed Debout la France                          | 557                       | 1,24                      |                          |                          |
|                                                                                  | Quentin Caulliez Divers (Parti animaliste)            | 413                       | 0,92                      |                          |                          |
|                                                                                  | Maria Saez Lutte ouvrière                             | 348                       | 0,77                      |                          |                          |
|                                                                                  | Véronique Carrère Divers gauche (Nouvelle Donne)      | 284                       | 0,63                      |                          |                          |
|                                                                                  | Raphaël Isla Divers (Parti pirate)                    | 206                       | 0,46                      |                          |                          |
|                                                                                  | Thierry Giron Divers                                  | 0                         | 0,00                      |                          |                          |
| Source : Ministère de l'Intérieur - Première circonscription des Hautes-Pyrénées |                                                       |                           |                           |                          |                          |

- Remarque : En raison des arrondis à la deuxième décimale, la somme des pourcentages peut ne pas être égale à 100%.

### Élections de 2022
| Candidat                 | Candidat                 | Parti et coalition       | Nuance                   | Premier tour | Premier tour | Second tour | Second tour |
| Candidat                 | Candidat                 | Parti et coalition       | Nuance                   | Voix         | %            | Voix        | %           |
| ------------------------ | ------------------------ | ------------------------ | ------------------------ | ------------ | ------------ | ----------- | ----------- |
|                          | Sylvie Ferrer            | LFI (NUPES)              | NUP                      | 11 540       | 24,69        | 20 656      | 50,13       |
|                          | Jean-Bernard Sempastous  | LREM (E !)               | ENS                      | 11 029       | 23,59        | 20 552      | 49,87       |
|                          | Maryse Beyrié            | PS diss. – PRG           | DVG                      | 9 317        | 19,93        |             |             |
|                          | Marie-Christine Sorin    | RN                       | RN                       | 7 396        | 15,82        |             |             |
|                          | Romain Giral             | LR (UDC)                 | LR                       | 2 328        | 4,98         |             |             |
|                          | Pierre Claret            | RES                      | DIV                      | 1 768        | 3,78         |             |             |
|                          | Catherine Bonnecarrère   | REC                      | REC                      | 1 684        | 3,60         |             |             |
|                          | Ophélie Guénichot        | MA                       | ÉCO                      | 1 048        | 2,24         |             |             |
|                          | Maria Saez               | LO                       | DXG                      | 339          | 0,73         |             |             |
|                          | Alexis Villanueva        | PA                       | ÉCO                      | 295          | 0,63         |             |             |
|                          |                          |                          |                          |              |              |             |             |
| Suffrages exprimés       | Suffrages exprimés       | Suffrages exprimés       | Suffrages exprimés       | 46 744       | 97,81        | 41 208      | 88,92       |
| Votes blancs             | Votes blancs             | Votes blancs             | Votes blancs             | 734          | 1,54         | 3 377       | 7,29        |
| Votes nuls               | Votes nuls               | Votes nuls               | Votes nuls               | 314          | 0,66         | 1 756       | 3,79        |
| Total                    | Total                    | Total                    | Total                    | 47 792       | 100          | 46 341      | 100         |
| Abstention               | Abstention               | Abstention               | Abstention               | 40 225       | 45,70        | 41 684      | 47,35       |
| Inscrits / participation | Inscrits / participation | Inscrits / participation | Inscrits / participation | 88 017       | 54,30        | 88 025      | 47,35       |

### Élections de 2024
| Candidat                 | Candidat                 | Parti et coalition       | Nuance                   | Premier tour | Premier tour | Second tour | Second tour |
| Candidat                 | Candidat                 | Parti et coalition       | Nuance                   | Voix         | %            | Voix        | %           |
| ------------------------ | ------------------------ | ------------------------ | ------------------------ | ------------ | ------------ | ----------- | ----------- |
|                          | Marie-Christine Sorin    | RN                       | RN                       | 20 272       | 34,09        | 24 937      | 46,89       |
|                          | Sylvie Ferrer            | LFI (NFP)                | UG                       | 17 564       | 29,53        | 28 245      | 53,11       |
|                          | Jean-Bernard Sempastous  | RE (ENS)                 | DIV                      | 14 776       | 24,84        | Retrait     | Retrait     |
|                          | Philippe Evon            | LR (UDC)                 | LR                       | 3 047        | 5,12         |             |             |
|                          | Pierre Claret            | RES                      | DIV                      | 2 626        | 4,42         |             |             |
|                          | Catherine Bonnecarrère   | REC                      | REC                      | 656          | 1,10         |             |             |
|                          | Maria Saez               | LO                       | EXG                      | 533          | 0,90         |             |             |
|                          |                          |                          |                          |              |              |             |             |
| Suffrages exprimés       | Suffrages exprimés       | Suffrages exprimés       | Suffrages exprimés       | 59 474       | 96,72        | 53 182      | 86,75       |
| Votes blancs             | Votes blancs             | Votes blancs             | Votes blancs             | 1 386        | 2,25         | 5 805       | 9,47        |
| Votes nuls               | Votes nuls               | Votes nuls               | Votes nuls               | 634          | 1,03         | 2 320       | 3,78        |
| Total                    | Total                    | Total                    | Total                    | 61 494       | 100          | 61 307      | 100         |
| Abstention               | Abstention               | Abstention               | Abstention               | 25 834       | 29,58        | 26 005      | 29,78       |
| Inscrits / participation | Inscrits / participation | Inscrits / participation | Inscrits / participation | 87 328       | 70,42        | 87 312      | 70,22       |

#### Département des Hautes-Pyrénées
- La fiche de l'INSEE de cette circonscription : « Tableaux et Analyses de la première circonscription des Hautes-Pyrénées », sur insee.fr, site de l'Institut national de la statistique et des études économiques (consulté le 10 juin 2007) [PDF]

- « Tous les députés du département des Hautes-Pyrénées depuis 1789 », sur assemblee-nationale.fr, site de l'Assemblée nationale française (consulté le 10 juin 2007)

- « Informations contentieuses sur le département des Hautes-Pyrénées (Élections législatives de 2002) »(Archive.org • Wikiwix • Archive.is • Google • Que faire ?), sur conseil-constitutionnel.fr, site du Conseil constitutionnel (consulté le 13 juin 2007)

#### Circonscriptions en France
- « Carte des circonscriptions législatives en France », sur assemblee-nationale.fr, site de l'Assemblée nationale française (consulté le 10 juin 2007)

- « Résultats électoraux officiels en France »(Archive.org • Wikiwix • Archive.is • Google • Que faire ?), sur interieur.gouv.fr, site du ministère de l'Intérieur (France) (consulté le 13 juin 2007)

- Description et Atlas des circonscriptions électorales de France sur http://www.atlaspol.com, Atlaspol, site de cartographie géopolitique, consulté le 13 juin 2007.